# Shanghai Sharks
Shanghai Sharks er et kinesisk Basketball Association hold baseret i Shanghai, Kina.